# 凯里紫堇
凯里紫堇（学名：Corydalis kailiensis）为罂粟科紫堇属下的一个种。

## 扩展阅读
- 維基物種上的相關：凯里紫堇